# 栃木宿

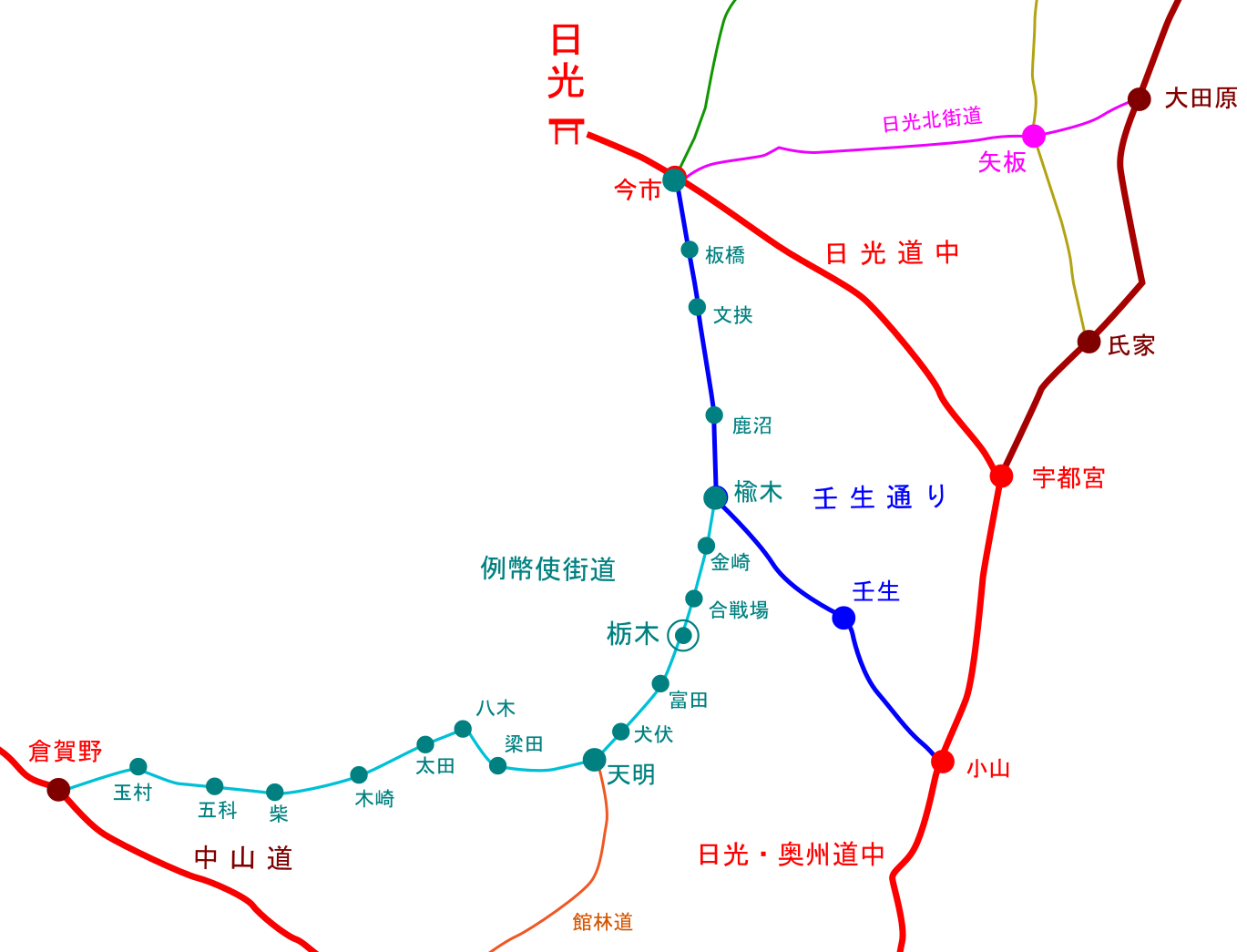
例幣使街道および栃木宿の位置（下野国、現・栃木県）

栃木宿（とちぎじゅく）は、日光例幣使街道で倉賀野から13番目の宿場である。栃木河岸（とちぎかし）があり、巴波川（うずまがわ）の舟運の拠点として栄えた。現在の栃木県栃木市の市街地付近にあった。

## 歴史

### 城下町の栃木
天正19年（1591年）、皆川広照によって栃木城（現在の城内町のあたり）が築かれると、広照による城下町の建設が始まった。栃木町も当初はその城下町として発展したが、慶長14年（1609年）に広照が改易されると、栃木城も廃城となり、城下町としての機能は消失した。

### 宿場町の栃木

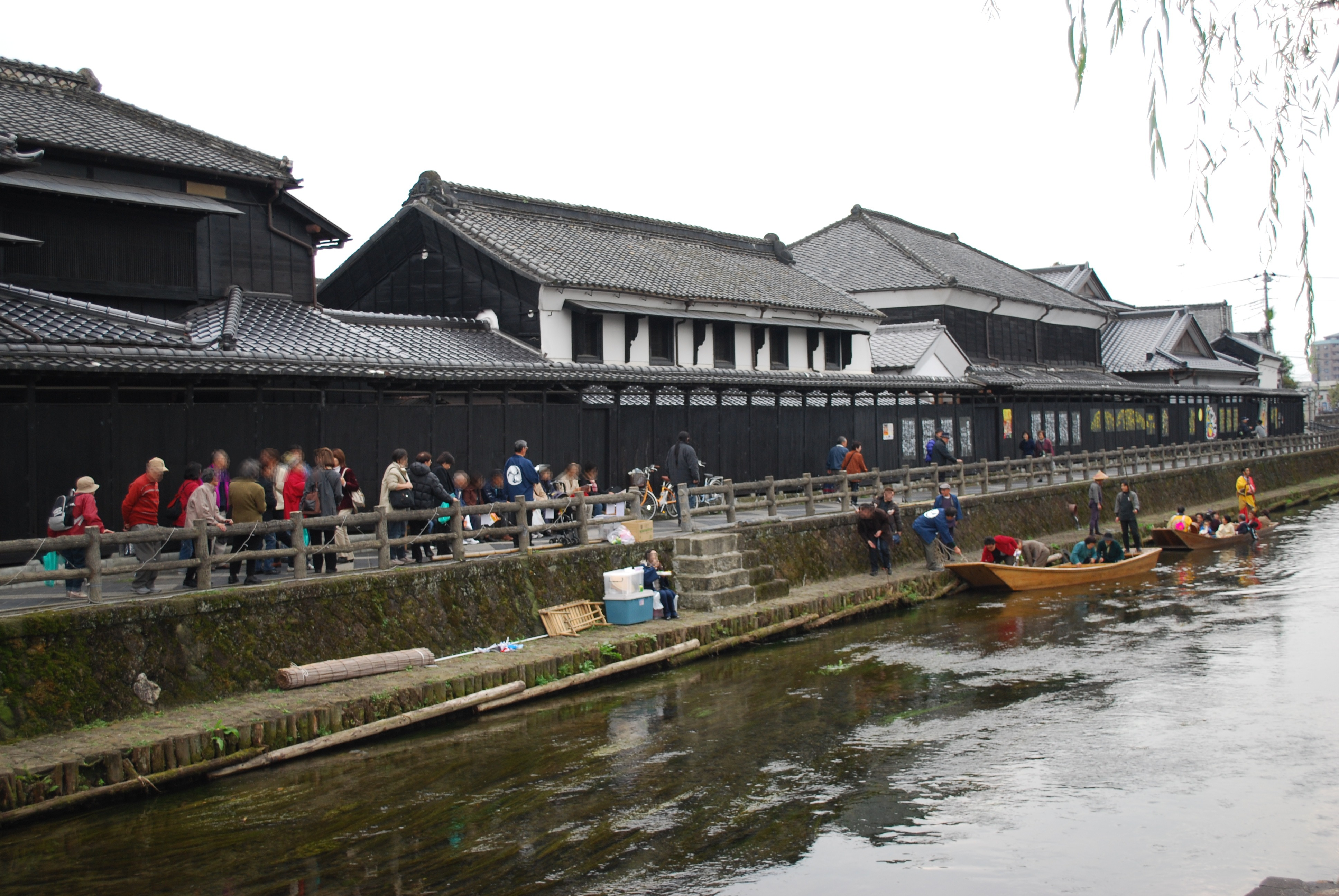
巴波川に沿って続く土蔵

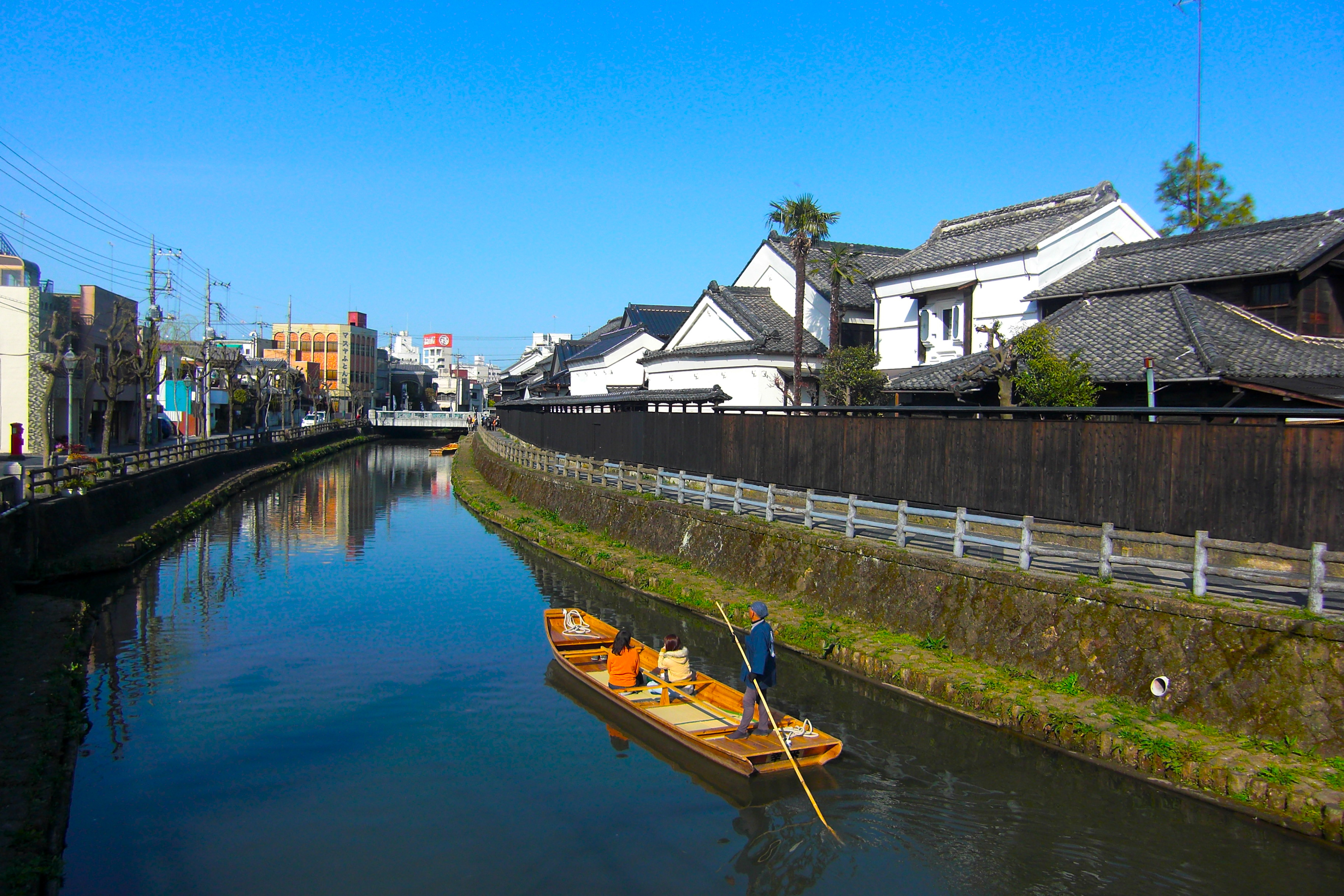
奥に幸来橋が見える

正保4年（1647年）に日光例幣使の派遣が始まると、栃木町は栃木宿として街道の宿場町に定められ、人の往来がさらに盛んになった。また、脇街道によって宇都宮につながったり、会津方面へ通じたりする要所にもなった。
幕末は多難であった。弘化3年（1846年）、嘉永2年（1849年）、文久2年（1862年）の3度にわたり大火に見舞われ、元治元年（1864年）6月6日には水戸天狗党の田中愿蔵による焼き討ちで町の南半分を焼失した。これらに加えて物価の上昇もあり、民衆は苦しい生活をしいられた。
慶応3年（1867年）12月、竹内啓（小川節斎）を首領とする一団が出流山満願寺で挙兵した際、そのうちの数名が軍資金の要求に来て、脇本陣に滞在した。愿蔵火事の二の舞が危ぶまれたが、陣屋を預かっていた善野司や関東取締出役・渋谷鷲郎らの対応によって騒動は鎮圧された（出流山事件）。

## 舟運
巴波川の流域にある栃木河岸は、徳川家康の遺骸を日光へ移した際、江戸からの荷物を舟で運んだのが始まりという。栃木から本澤河岸を経て部屋河岸及びその対岸の新波河岸までは都賀舟、それより下流は高瀬舟を使った。明治時代になると、鉄道の開通により舟運は下火になった。
2005年より市民有志らによる「うずま川遊会」が当時の舟運を再現した遊覧船の運航を開始し、2011年に特定非営利活動法人蔵の街遊覧船として分離・法人化した。

## 隣の宿
日光例幣使街道
富田宿 - 栃木宿 - 合戦場宿

## 史跡・みどころ
日光例幣使街道と巴波川の周辺約48haは「栃木市歴史的町並み景観形成地区」に指定され、「蔵の街」として景観の保全が図られている。
- 蔵の街大通り
  - 毛塚紙店
  - MORO craft（丸三家具店店舗）
  - 五十畑荒物店
  - パーラートチギ（旧関根家住宅）
  - 北蔵カフェひがの（佐藤家住宅店舗）
  - 日光珈琲 蔵の街（旧綿忠はきもの店店舗）
  - 好古壱番館（旧安達呉服店店舗）
  - 快眠館大二（大二商店）
  - とちぎ蔵の街美術館
  - 山本有三ふるさと記念館
  - 蔵の街ダイニング蒼（旧足利銀行栃木支店）
  - とちぎ歌麿館（旧古久磯提灯店）
- 巴波川綱手道
  - 蔵の街遊覧船
  - 塚田歴史伝説館
  - 幸来橋
  - 横山郷土館
- 社寺
  - 順礼山定願寺
  - 教王山満福寺
  - 神明宮
  - 三級山近龍寺
  - 摩尼山長清寺
- 栃木城址公園